# قائمة سجون الجزائر
هذه قائمة بسجون الجزائر:
- سجن البرواقية
- سجن الحراش
- سجن سركاجي
- سجن لمبيز
- سجن وهران

يوجد بالجزائر 188 سجن بسرية تامة غير معلن عنهم وهم في جميع الولايات يوجد لكل ولاية 5 سجون ــ